# Andrés Fleurquin
Andrés José Fleurquin Rubio ou somente Fleurquin (Montevidéu, 8 de Fevereiro de 1975), é um ex-futebolista uruguaio que atuava comoo Volante ou Zagueiro..

## Carreira
Começou no próprio Defensor Sporting em 1996 onde jogou até 1999, ainda em 1999 foi jogar no futebol austríaco pelo Sturm Graz, se mudou para o futebol turco vestindo a camisa do Galatasaray em 2000, em 2002 atuou pelo Rennes da França. 
Fleurquin se mudou para o futebol da Espanha onde jogou por muito tempo, pelo Córdoba CF em 2003/2004 e no Cádiz entre 2004 e 2010. Em 2010 retornou ao Defensor Sporting e disputou da temporada 2010/2011 do Campeonato Uruguaio.

## Seleção
Ele integrou a Seleção Uruguaia de Futebol na Copa América de 1999.

## Títulos
Uruguai
- Copa América de 1999: 2º Lugar